# 素鐵訕路
素鐵訕路，或譯戌鐵訕路，位於泰國的首都曼谷，它從西到東橫越披耶泰縣、粦鈴縣、匯權縣及之馬路。它與叻猜拉披色路的交界就是曼谷地鐵的素鐵訕車站。

## 建造歷史
素鐵訕路（戌鐵訕路）在1956年建築，以捐獻土地人命名，它主要連接拍鳳裕庭路（Phahonyothin Road）、巴蒂博路（Pradiphat Road）至威拍哇麗蘭室路（Vibhavadi Rangsit Road）及叻猜拉披色路（Ratchadaphisek Road）。現時公共機構遍布此馬路，如素鐵訕火車站、素鐵訕警察局等。

## 主要建築
- 從西到東：
  - 陸軍高爾夫球場
  - 保羅醫院
  - 叻猜拉披色路

## 外部連結
- 素鐵訕路（戌鐵訕路）的地圖（泰語）
- 2007年2月從叻拋路的橫街到素鐵訕地鐵站
- 2008年5月被暴雨浸沒的素鐵訕路之影像：這晚的暴雨帶著閃電打雷。毗鄰叻拋第六十四街的街道水浸達30至50厘米。